# Medicaid
Medicaid is een hulpverleningsprogramma in de Verenigde Staten dat zorgt voor gezondheidsverzekeringen voor individuen en families met een laag inkomen en vermogen. Medicaid wordt samen door de Amerikaanse staten en de federale overheid gefinancierd. Het programma is de grootste Amerikaanse bron voor medische en gezondheidsgerelateerde diensten voor mensen met een gelimiteerd inkomen. Ouders met een laag inkomen, kinderen zonder ouderlijke zorg, senioren met weinig vermogen en gehandicapten komen in aanmerking voor een Medicaidprogramma.